# Mesa of Lost Women
Mesa of Lost Women è un film statunitense del 1953, diretto da Ron Ormond e Herbert Tevos, con Jackie Coogan.

## Trama
Un uomo ed una donna esausti vengono avvistati da una pattuglia di prospettori minerari statunitensi in un inospitale deserto messicano, esausti, e tratti in salvo. Quando l’uomo, in ospedale, si riprende, agitatissimo, parla di un certo dottor Aranya e della necessità di annientare qualcuno col fuoco, l’unica arma possibile. Tutti ritengono che egli, soggetto al colpo di calore, stia farneticando. Il vecchio Pepe, nativo del luogo, è l’unico a dargli credito.
Allora l’uomo comincia a raccontare la sua storia. Il tutto ha inizio circa un anno prima, quando il dottor Masterson si reca nella sperduta località di Zarpa Mesa, nel suddetto deserto, nella quale il dottor Aranya, brillante endocrinologo molto stimato da Masterson, ha un laboratorio sotterraneo. Masterson, che intenderebbe collaborare con Aranya, entra nel laboratorio, nel quale lavorano, oltre a diverse donne, solo un nano.
Aranya mostra i risultati dei propri esperimenti, nel corso dei quali è riuscito a dar vita a tarantole giganti e a donne aventi le stesse caratteristiche di quasi-indistruttibilità, e del potere di rigenerare parti del corpo amputate, proprie delle tarantole (simili esperimenti con maschi hanno avuto meno successo, riuscendo a generare solo dei nani), ad una delle quali ha dato il nome di Tarantella, e che è una delle donne impiegate nel laboratorio. Aranya intende avvalersi delle proprie scoperte per esercitare un personale potere dittatoriale sull’umanità.
Masterson ritiene allora il progetto di Aranya eticamente inammissibile e rifiuta di offrire la propria collaborazione. Aranya non può permettere, a questo punto, che Masterson riferisca al mondo i propri progetti, e fa praticare a quest’ultimo, da Tarantella, un’iniezione, a seguito della quale Masterson perde la ragione. Recuperato dal deserto, Masterson viene dunque internato in un manicomio.
Masterson fugge dal manicomio, e, dopo un paio di giorni, entra in un bar, dove fa la conoscenza di Doreen e del suo promesso sposo, il ricco finanziere Jan Van Croft, i quali si ritrovano bloccati in quella località per un’avaria dell’aereo che avevano noleggiato, e che doveva portarli alla cerimonia del proprio matrimonio. La danzatrice del locale non è altri che Tarantella.
Ella scambia qualche occhiata con un giovane dalla fisionomia orientale.
Poi Masterson estrae una pistola, e spara a Tarantella, che si abbatte al suolo. È intanto accorso George, l’infermiere personale di Materson al manicomio, ma non riesce a catturarlo poiché Masterson è in possesso del revolver, col quale tiene a bada gli altri.
Masterson conduce allora, sotto minaccia armata, la coppia e George all’aereo noleggiato, e costringe il pilota Grant a decollare nonostante i guasti non siano ancora stati riparati. Dell’equipaggio fa parte anche Wu, l’uomo con sembianze orientali presente nel bar, in qualità di dipendente di van Croft.
Mentre Tarantella, inspiegabilmente, riacquista vita dopo che lo sceriffo è stato reso edotto del suo omicidio, l’aereo attua un atterraggio di emergenza, proprio nella zona di Zarpa Mesa, a seguito di una manomissione della girobussola presente sull’aeromobile. Lì li stanno aspettando le donne mutanti (ed il nano) del dottor Aranya, e lì troveranno la morte George e van Croft.
Wu, col pretesto di un giro di ricognizione si reca da Aranya, del quale si rivela un emissario, per comunicargli che ha ricondotto Masterson, che Aranya intende ancora utilizzare come collaboratore, al laboratorio. Dopo di che però anche Wu viene eliminato dalle donne-tarantola di Aranya.
I superstiti dell’aereo entrano nel laboratorio di Aranya, che Masterson riesce a dare alle fiamme, perendo nell’incendio. Grant e Doreen si danno alla fuga: sono loro che vengono ritrovati a vagare nel deserto.
Un’inquadratura mostra che a Zarpa Mesa una delle donne-tarantola è ancora in vita.